# Vincenzo Lancetti
Vincenzo Lancetti (Cremona, 3 gennaio 1767 – Milano, 18 aprile 1851) è stato uno scrittore italiano.
Scrittore poligrafo, partecipa alla rivoluzione francese dove riceve degli incarichi amministrativi, che mantiene anche dopo la Restaurazione. Conosce nel 1797 Ugo Foscolo, del quale diventa amico.
Pubblica nel 1820 la Biografia cremonese, opera che tratta le famiglie nobili della città, pubblicata tuttavia solo parzialmente. La maggioranza dei suoi testi restano inediti, all'interno delle biblioteche cremonesi.

## Opere
- Areostiade (poema, 1803)
- Cabrino Fondulo (romanzo storico, 1827)
- Della vita e delle opere di M.G. Vida (saggio, 1831)
- Biografia cremonese (bibliografia, 1820)
- Pseudonimia (bibliografia, 1836)
- Memorie intorno ai poeti laureati di ogni tempo e nazione (bibliografia, 1839)